# Edmund Białas
 (juin 2010).
Si vous disposez d'ouvrages ou d'articles de référence ou si vous connaissez des sites web de qualité traitant du thème abordé ici, merci de compléter l'article en donnant les références utiles à sa vérifiabilité et en les liant à la section « Notes et références ».
Pour les articles homonymes, voir Bialas.
Edmund Białas, né le 15 août 1919 à Poznań et décédé le 24 juillet 1991 dans la même ville, était un footballeur polonais. Il a évolué et entraîné le Lech Poznań.

## Carrière

### Joueur
- 1931-1950 : Lech Poznań (64 matches - 26 buts)

### Entraîneur
- 1957 : Lech Poznań (4 juin au 31 juillet)
- 1965-1966 : Lech Poznań (12 septembre 1965 au 10 mai 1966)
- 1966 : Lech Poznań (4 juillet au 10 octobre)
- 1969-1972 : Lech Poznań (1er septembre 1969 au 30 juin 1972)